# Joe Davray
Pour les articles homonymes, voir Davray.
Joe Davray, né en 1923 et mort à une date indéterminée après janvier 1983, est un acteur et cascadeur français.

## Biographie
Actif pendant plus de 40 ans de 1941 à 1983, on ne sait pourtant pratiquement rien de Joe Davray qui fut surtout un cascadeur et un maître d'armes remarqué dans des films de cape et d'épée. Il fut notamment la doublure de Gérard Philipe dans Fanfan la Tulipe de Christian-Jaque.
Son nom apparaît pour la première fois en 1941 tant sur les écrans de cinéma que sur les scènes de théâtre. Il a alors 18 ans et fait partie de l' École du Comédien, école d'art dramatique nouvellement créée par Jean-Louis Barrault et Julien Bertheau, acteurs de la Comédie-Française issus du Conservatoire national de Paris, et par Raymond Rouleau, ancien élève du Conservatoire royal de Bruxelles. 
Malgré des débuts prometteurs, Joe Davray ne réussira jamais à percer et à obtenir de rôles importants et devra se contenter de courtes apparitions au cinéma  dans des films où il sera surtout valorisé par son physique de sportif et ses performances athlétiques.
On perd sa trace après un dernier rôle dans  Un chien dans un jeu de quilles, un film de Bernard Guillou sorti en janvier 1983. Il allait avoir 60 ans.

## Théâtre
- 1941 : Le Grand Rayon, pièce en un prologue et 4 tableaux de Julien Bertheau et Georges Simmer, mise en scène de Julien Bertheau, décors de Georges Simmer, à la Comédie des Champs-Élysées (27 juin)[6],[7]
- 1943 : La tenue de soirée est de rigueur, pièce en 3 actes de Paul Alain, mise en scène de Michel Vitold, décors de Jean Peltier, au Studio des Champs-Élysées (18 août)[8],[9]
- 1950 : Les Vivacités du capitaine Tic, comédie en 3 actes d'Eugène Labiche et Édouard Martin, mise en scène de Robert Porte, par la troupe du Centre dramatique de l'Est au théâtre municipal de Colmar (21 mars) : Bernard, le domestique du capitaine
- 1951 : Mister Roberts, comédie en 2 actes et 12 tableaux de Joshua Logan et Thomas Heggen, adaptation française de Marcel Duhamel, mise en scène de Claude Dauphin, au théâtre des Variétés (3 février) : un membre de l'équipage du MS 601[10],[11]
- 1960 : À vous Wellington !, d'après la pièce de Willis Hall, adaptation française de Roger Harth et Roger Dornès, au théâtre du Vieux-Colombier (9 février) : Smith[12]

## Filmographie sélective
- 1941 : Nous les gosses de Louis Daquin
- 1942 : La Nuit fantastique de Marcel L'Herbier : le copain de Nina
- 1946 : Les Démons de l'aube de Yves Allégret : le commando Fillette[13]
- 1947 : Quai des Orfèvres de Henri-Georges Clouzot
- 1948 : Croisière pour l'inconnu de Pierre Montazel : un membre de l'équipage du Léda[14]
- 1949 : Manon de Henri-Georges Clouzot
- 1949 : Je n'aime que toi de Pierre Montazel : un garçon de café du Négresco
- 1950 : Pas de week-end pour notre amour de Pierre Montazel : un invité
- 1950 : Atoll K de Léo Joannon : un malfrat
- 1952 : Fanfan la Tulipe de Christian-Jaque
- 1952 : Les Belles de nuit de René Clair : un mousquetaire[15]
- 1953 : Lucrèce Borgia de Christian-Jaque : un spadassin
- 1954 : Cadet Rousselle d'André Hunebelle : Arlequin
- 1955 : Le Fils de Caroline chérie de Jean Devaivre : un guerillero
- 1955 : La Madone des sleepings d'Henri Diamant-Berger : l'ingénieur
- 1955 : Plus de whisky pour Callaghan de Willy Rozier : l'inspecteur Vadet
- 1956 : Cette sacrée gamine de Michel Boisrond
- 1956 : Les Aventures de Till l'Espiègle de Gérard Philipe et Joris Ivens
- 1957 : Les Aventures d'Arsène Lupin de Jacques Becker : un garde du Maharadjah
- 1957 : Amère victoire de Nicholas Ray
- 1964 : Trafics dans l'ombre, d'Antoine d'Ormesson
- 1964 : La Cité de l'indicible peur, de Jean-Pierre Mocky : Mickey le Bénédictin
- 1965 : Ces dames s'en mêlent de Raoul André
- 1966 : La Curée de Roger Vadim : le jardinier
- 1983 : Un chien dans un jeu de quilles de Bernard Guillou : le patron du Café du Port